# Адль
‘Адль (араб. عدل — справедливость, порядочность) — исламский термин, в широком смысле означающий категорию нравственной оценки личности, предполагающую справедливость и правдивость. Исламский богослов и философ Абу Хамид аль-Газали (1058—1111) употреблял этот термин в паре с понятием ихсан («искренность», «совесть»).

## Божественная справедливость
Доктрина Адля, как Божественной справедливости (араб. Адль аль-Иляхи), является одной из основополагающих в шиитской догматики и в каламе мутазилитов. Последние из утверждения об абсолютной справедливости Аллаха выводили тезис о свободе человеческой воли. Божественная справедливость — это высшая справедливость, недоступная пониманию человека. Поэтому он может обращаться к Аллаху только за милостью, но не за справедливостью.

## Аль-Адль
Имя Аль-Адль также является одним из эпитетов Аллаха. Аль-Адль это качество Аллаха, воздающего равной мерой как за добро, так и за зло.
Исламские богословы дают следующее определение имени Аль-Адль:
- Тот, у Кого порядок, решения, дела справедливы;
- Тот, Кто Сам не проявляет несправедливости и запретил это остальным;
- Тот, Кто чист от несправедливости в Своих делах и решениях;
- Дающий каждому по заслугам;
- Тот, Кто является источником наивысшей справедливости;
- Тот, Кто со Своими врагами обходится справедливо, а к Своим праведным рабам милостив и милосерден.

## Адиль
По отношению к человеку адль означает справедливость в общем смысле и способность заметить и устранить намерение совершить зло (джаур). Адлем должен обладать человек, претендующий на занятие государственной или выборной должности. Мусульманин, который не замечен в неблагопристойном поведении и совершении запретных поступков (харам) допускается к выполнению каких-либо важных общественных обязанностей (опекунство, поручительство, свидетельство и др.).
Мусульманин, который не замечен в предосудительном поведении (фиск, джаур) и запрещенных шариатом поступках (харам), рассматривается как адиль. Тот же, кто не считается адилем должен принести покаяние (тауба), совершить искупительные действия (каффара) и вести после этого достойную жизнь.